# Павловская волость (Мглинский уезд)
Па́вловская волость — административно-территориальная единица в составе Мглинского (с 1922 – Клинцовского) уезда.
Административный центр — село Павловка.

## История
Волость образована в ходе реформы 1861 года. При расформировании Мглинского уезда, в 1922 году вошла в Клинцовский уезд, однако вскоре (около 1924) была упразднена, а её территория включена в состав Унечской волости.
Ныне вся территория бывшей Павловской волости входит в Унечский район Брянской области.

## Административное деление
В 1919 году в состав Павловской волости входили следующие сельсоветы: Алёновский, Батуровский, Белогорщский, Будововницкий, Водвинский, Казенский, Коробоничский, Липковский, Павловский, Песковский, Писаревский, Рябовский, Судынский, Шапочский, Шулаковский.